# Kiryl Pjačėnin
Kiryl Valer'evič Pjačėnin (in bielorusso Кірыл Валер’евіч Пячэнін?; Vicebsk, 18 marzo 1997) è un calciatore bielorusso, centrocampista del Kryl'ja Sovetov Samara.

## Carriera

### Nazionale
Ha giocato nella nazionale bielorussa Under-21.
Nel 2019 ha esordito nella nazionale maggiore bielorussa.

## Palmarès

### Club

#### Competizioni nazionali
- Supercoppa di Bielorussia: 1

Dinamo Brėst: 2020